# Italienisches Rotes Kreuz

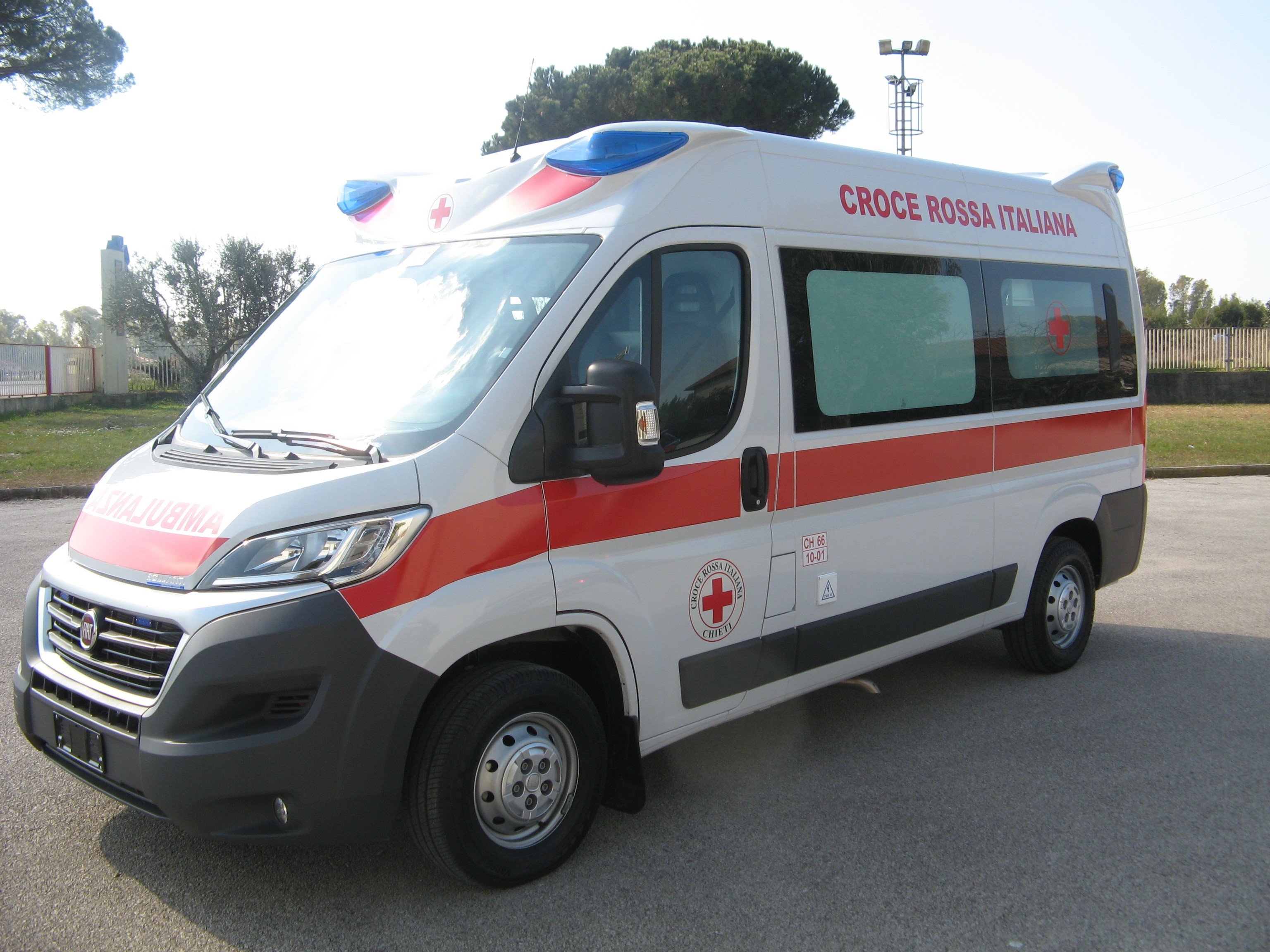
CRI-Einsatzfahrzeug

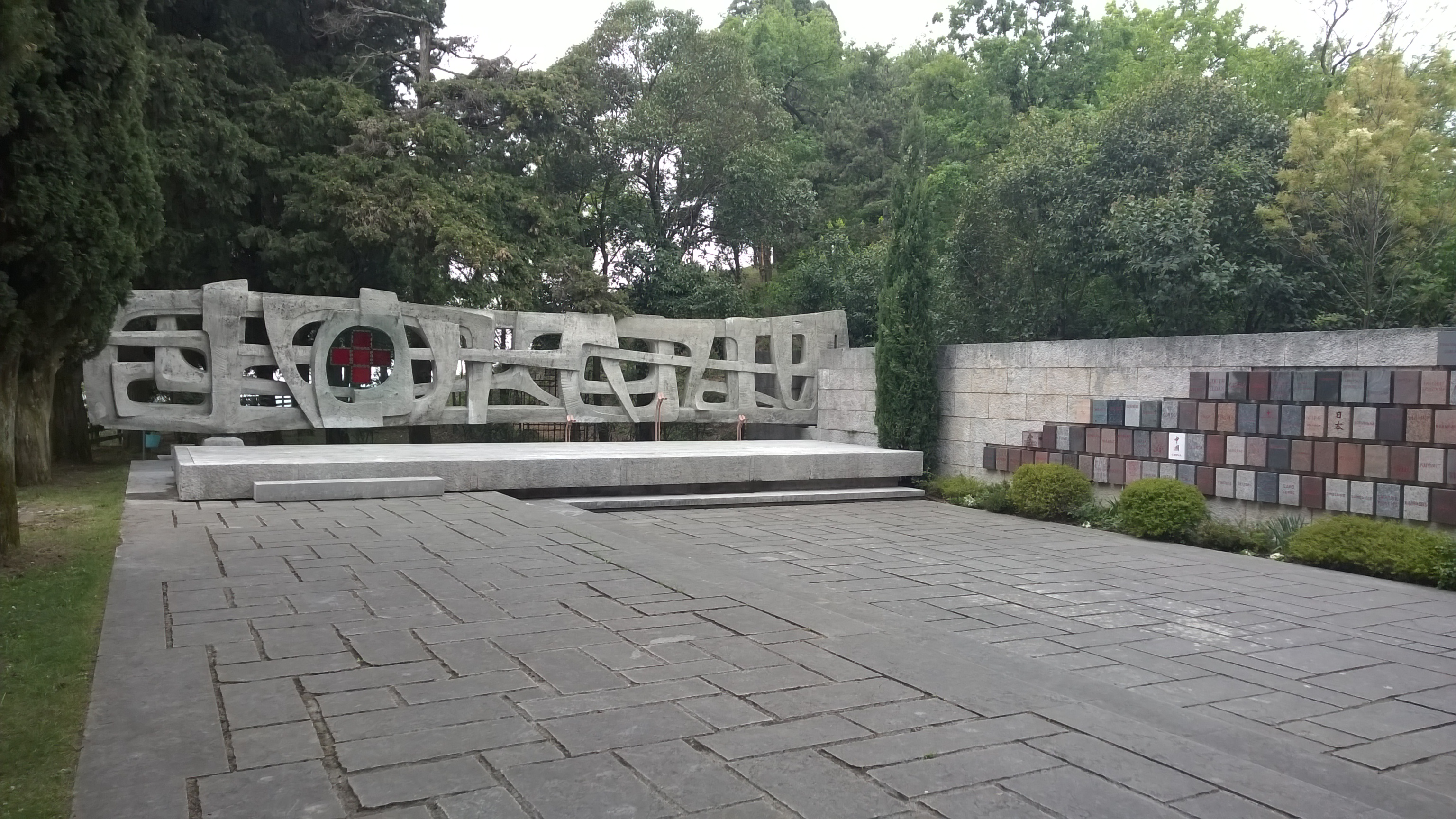
Rot-Kreuz-Denkmal in Solferino

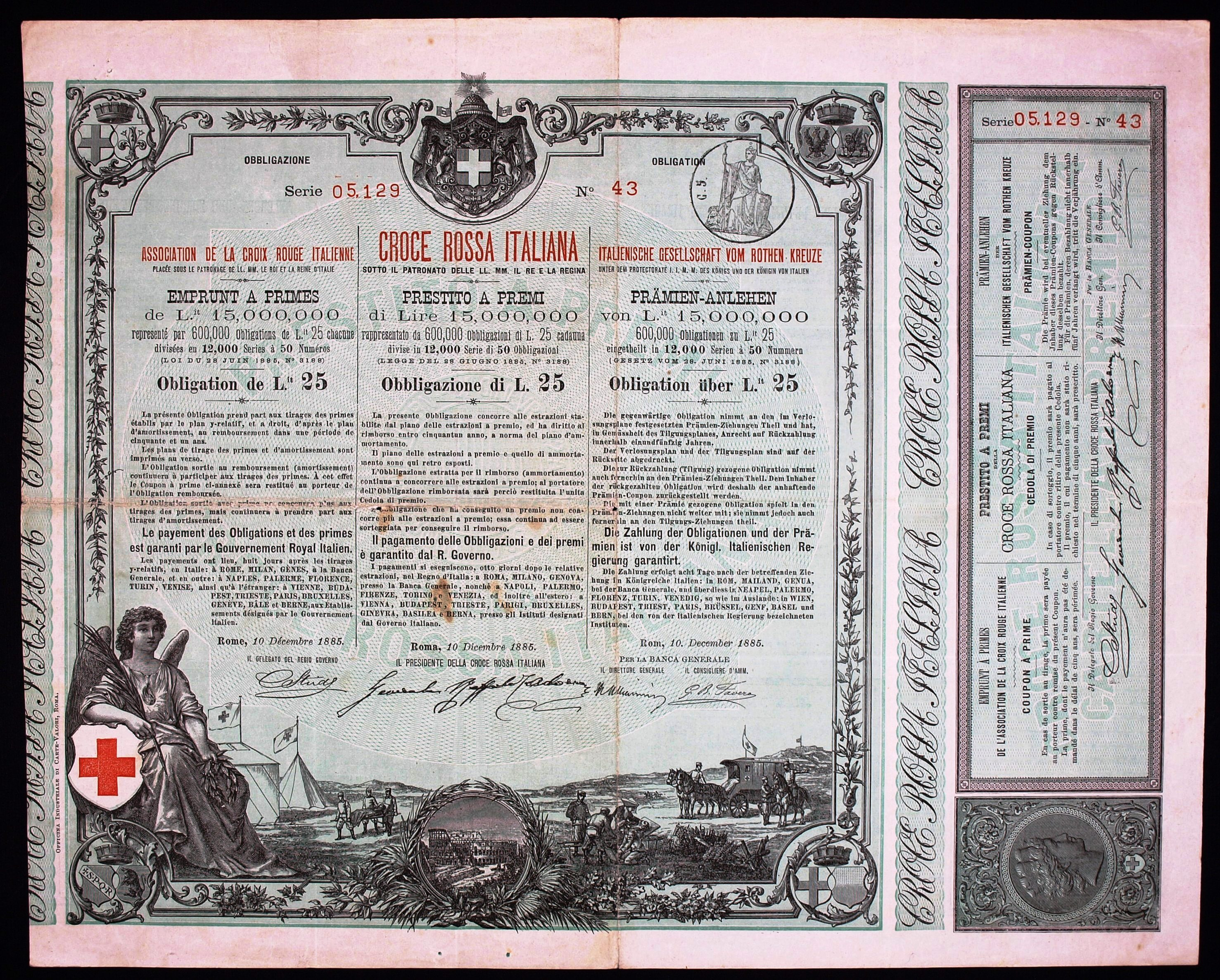
Prämien-Anlehen der Italienischen Gesellschaft vom Rothen Kreuze vom 10. Dezember 1885

Das Italienische Rote Kreuz (italienisch Croce Rossa Italiana, CRI) ist die Nationale Rotkreuz-Gesellschaft in Italien nach den Genfer Abkommen und als solche Teil der Internationalen Rotkreuz- und Rothalbmond-Bewegung. Der Sitz ist in der Hauptstadt Rom.

## Geschichte
Die Gründung erfolgte am 15. Juni 1864, zwei Monate vor Unterzeichnung der Genfer Konventionen, als „Italienische Gesellschaft zur Rettung Verwundeter und Kranker im Kriege“ in Mailand. Es ist damit eine der ältesten Rotkreuz-Gesellschaften weltweit. Seit 1872 hat das Italienische Rote Kreuz seinen Sitz in Rom, seit 1884 ist es staatlich anerkannt. 1919 war es unter den Gründungsmitgliedern der heutigen Internationalen Föderation der Rotkreuz- und Rothalbmond-Gesellschaften.

## Organisation
Es steht unter der Schirmherrschaft des italienischen Staatspräsidenten und wird von der italienischen Regierung beaufsichtigt. Dem Zentralkomitee in Rom sind Komitees (Verbände) auf der Ebene der Regionen und Provinzen sowie die Ortskomitees nachgeordnet. Auf allen vier Ebenen gibt es einen Präsidenten oder Vorsitzenden, einen Vorstand und eine Versammlung. Es gibt mehrere Unterorganisationen, darunter eine militärische Abteilung, die Sanitätsaufgaben innerhalb der Streitkräfte übernimmt und damit die ursprünglichen Traditionen und Aufgaben des Roten Kreuzes fortführt. Auch eine Jugendorganisation („Pioniere“) ist vorhanden. Insgesamt sind im Italienischen Roten Kreuz rund 150.000 freiwillige Mitglieder aktiv.

## Aktivitäten

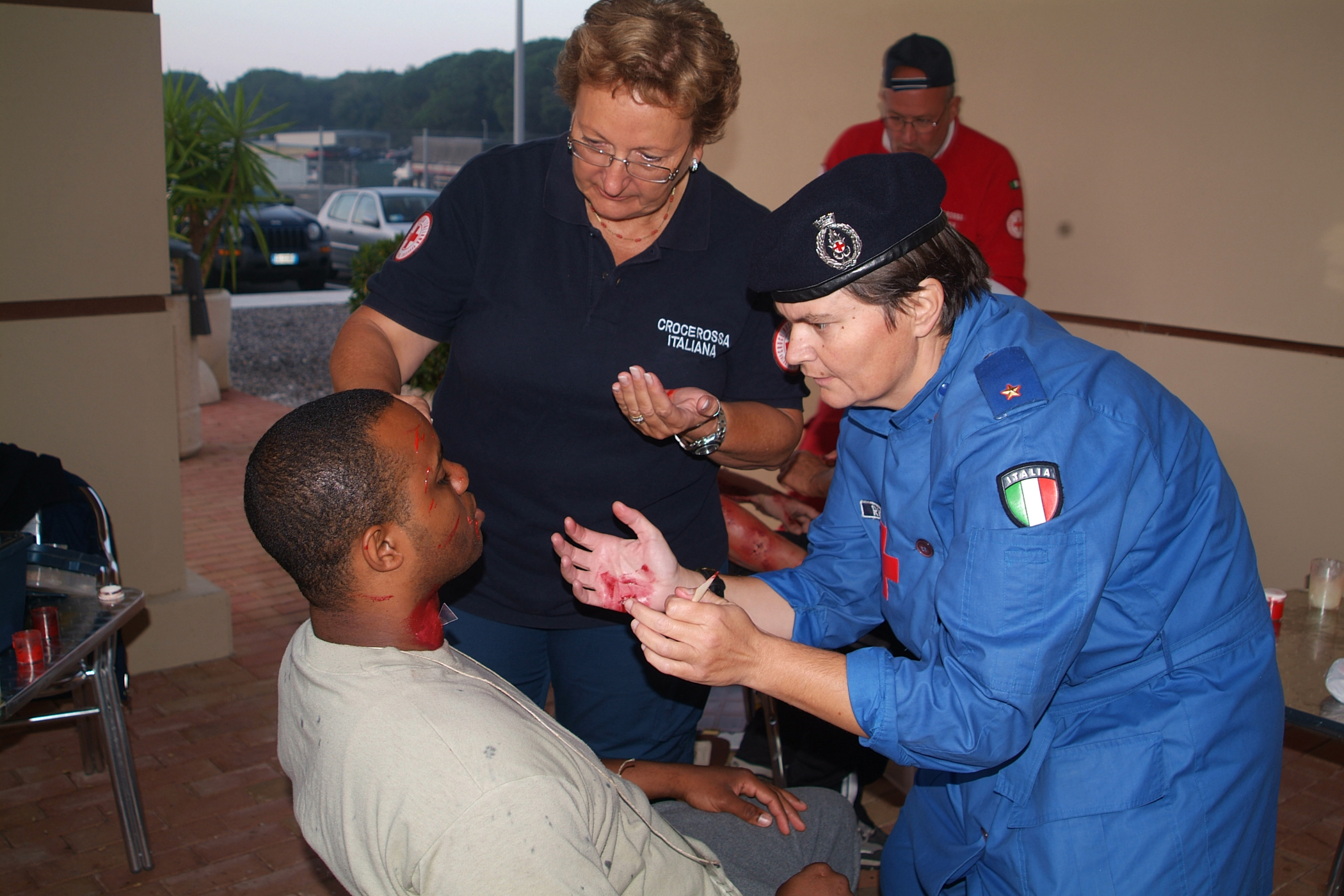
Mitarbeiterinnen der militärischen Organisation des CRI

Die Organisation ist vorwiegend im Rettungsdienst tätig und arbeitet eng mit den Gesundheitsdiensten der italienischen Regionen und anderen öffentlich-rechtlichen, privaten, regionalen und lokalen gemeinnützigen Organisationen zusammen. Die Notrufnummer ist 118. Darüber hinaus ist es ein wichtiger Bestandteil des italienischen Zivilschutzes (Katastrophenschutz). Es bietet auch zahlreiche soziale Dienstleistungen an und ist im Bereich der internationalen Hilfe aktiv.